# John Francis Pruski
John Francis Pruski ( n. 1955 ) es un botánico y profesor estadounidense. Realiza actividades académicas como Curador asistente, de Flora Mesoamericana, en el Jardín Botánico de Misuri, realizando extensas expediciones botánicas por Argentina, Brasil, Costa Rica, Jamaica, México, EE. UU., Venezuela.

## Algunas publicaciones
- john Francis Pruski. 2004. Research: Asteraceae (Compositae). Editor Missouri Botanical Garden, 1 pp.

- j.n. Nakajima, r.l. Esteves, v. Gonçalves-Esteves, m.a.g. Magenta, r.s. Bianchini, j.f. Pruski, d.j.n. Hind. 2001. Flora Fanerogâmica da Reserva do Parque Estadula das Fontes do Ipiranga (São Paulo, Brasil): 159-Asteraceae. Hoehnia 28: 111-181

- w.c. Holmes, j.f. Pruski. 2000. New Species of Mikania (Compositae: Eupatorieae) from Ecuador and Peru. Syst. Bot. 25: 571-576

- john Francis Pruski. 1999. Gurania lobata (Cucurbitaceae), a new combination for an overlooked Linnaean name. Brittonia 51: 326-330

- ------------------------------. 1998. Novelties in Calea (Compositae: Heliantheae) from South America. Kew Bull. 53: 683-693

- ------------------------------. 1997. ''Asteraceae, pp. 177-393. En: Steyermark, J.A., et al. (eds.) Flora of the Venezuelan Guayana, Vol. 3, Araliaceae-Cactaceae. Missouri Botanical Garden, St. Louis

- ------------------------------. 1996a. Compositae of the Guayana Highland-XI. Tuberculocarpus gen. nov. and some other Ecliptinae (Heliantheae). Novon 6: 404 - 418

- h.e. Robinson, v. Funk, j.f. Pruski, r.m. King. 1996b. José Cuatrecasas Arumí. Compositae Newsl. 29: 1-30

### Libros
- john Francis Pruski. 1999. Gurania lobata (Cucurbitaceae): a new combination for an overlooked Linnaean name. Editor New York Botanical Garden Press, 330 pp.

- ------------------------------. 1991. Compositae of the Guayana Highland: The Mutisieae of the lost world of Brazil, Colombia, and Guyana. 392 pp.

- ------------------------------. 1982. A systematic study of the Columbian species of the genus Calea (Compositae). Editor Louisiana State University and Agricultural and Mechanical College, 358 pp.

- p.k. Holmgren, d. Johnson, j.a. Kallunki, s. Keller, n. Murray, j.f. Pruski, m.a. Wetter. 1985. Index to the specimens filed in the New York Botanical Garden vascular plant type herbarium. 587 pp. Meckler Publishing Co. Westport, CT.

## Honores
- Comité Asesor, Acta Botanica Venezuelica, de 1998 a hoy
- 1983-1993: editor asociado de Brittonia

### Epónimos
Especies
- (Asteraceae) Mikania pruskii H.Rob. & W.C.Holmes[3]

- (Asteraceae) Trixis pruskii D.J.N.Hind[4]

- (Dilleniaceae) Doliocarpus pruskii Aymard[5]

- (Selaginellaceae) Selaginella pruskiana Valdespino[6]

- La abreviatura «Pruski» se emplea para indicar a John Francis Pruski como autoridad en la descripción y clasificación científica de los vegetales.[7]